# Steindachnerina notograptos
Steindachnerina notograptos es una especie de peces de la familia Curimatidae en el orden de los Characiformes.

## Morfología
Los machos pueden llegar alcanzar los 10,6 cm de longitud total.
- Número de  vértebras: 29.[1]

## Hábitat
Vive en zonas de clima tropical.

## Distribución geográfica
Se encuentran en Sudamérica: